# Mühledorf (Soleura)
Mühledorf es una comuna suiza del cantón de Soleura, situada en el distrito de Bucheggberg. Limita al norte con las comunas de Hessigkofen y Tscheppach, al este con Brügglen y Aetingen, al sur con Unterramsern y Aetigkofen, y al oeste con Lüterswil-Gächliwil.